# Michael Jensen (Ökonom)
Michael Cole „Mike“ Jensen (* 30. November 1939 in Rochester, Minnesota; † 2. April 2024) war ein amerikanischer Ökonom. Sein Forschungsgebiet und Arbeitsfeld war hauptsächlich die Finanzwirtschaft. Er war Geschäftsführer des Beratungsunternehmens Monitor Group und außerdem Professor an der Harvard University.

## Leben
Michael Jensen wurde am 30. November 1939 in Rochester im US-Staat Minnesota geboren. 1962 wurde ihm der amerikanische Artium Baccalaureus (A. B.) als erster akademischer Grad vom Macalester College verliehen, an dem auch Prominente wie Kofi Annan und der US-Vizepräsident Walter Mondale studiert haben. Im Jahr 1964 wurde ihm der MBA von der University of Chicago ausgestellt, vier Jahre später promovierte Jensen zum Ph.D., ebenfalls an der University of Chicago. Von 1967 bis 1988 war Jensen Professor an der University of Rochester, von 1977 bis 1988 Gründer und Vorsitzender des Managerial Economics Research Center an der Universität Rochester und von 1985 bis 2000 Professor an der Harvard Business School. Nach Ende der aktiven Professur im Jahre 2000 an der Harvard Business School wurde er Mitarbeiter bei dem Beratungsunternehmen Monitor Group, das er später als Geschäftsführer leitete.
Jensen war zudem Mitglied in verschiedenen Ausschüssen und Räten, wie der American Finance Association, dem European Corporate Governance Institute sowie der American Academy of Arts and Sciences. 1992 gründete er mit Wayne Marr das Social Science Research Network (SSRN), ein Open-Access-Dokumentenserver für Geistes-, Human- und Sozialwissenschaften. 2016 wurde es durch Elsevier übernommen. Als Gründer und Autor des Journal of Financial Economics engagierte sich Jensen ebenfalls als Publizist. Seit 1997 wird in seinem Namen alljährlich der Jensen Prize verliehen.

## Forschungsschwerpunkte
Jensen schrieb sein bekanntestes Werk im Jahr 1976 gemeinsam mit William H. Meckling. In diesem Aufsatz, Theory of the Firm: Managerial Behavior, Agency Costs and Ownership Structure, begründete er auf Grundlage des Werkes von Ronald Coase die heute als Prinzipal-Agent-Theorie bekannte Theorie. Sie bietet ein Modell zur Erklärung des Handelns von Menschen in einer Hierarchie, trifft jedoch auch generelle Aussagen zur Gestaltung von Verträgen. Jensen und Meckling definieren Agency-Kosten und zeigen deren Zusammenhang mit dem Problem der Trennung von Eigentum und Kontrolle auf. Sie untersuchen, wie Schulden und externes Eigenkapital Agency-Kosten verursachen und welche Auswirkungen dies auf die Wohlfahrt hat. Zudem wird eine neue Definition des Unternehmens eingeführt und analysiert, wie Entscheidungen über die Ausgabe von Schulden und Eigenkapital mit dem Problem der Marktvervollständigung zusammenhängen. Die Prinzipal-Agent-Theorie zählt heute neben der Transaktionskostentheorie, der Theorie der Verfügungsrechte und der Ressourcentheorie zu den führenden Erklärungsansätzen, die in der Wirtschaftswissenschaft diskutiert und angewendet werden.
Der Artikel aus dem Jahr 1976 ist mittlerweile der meistzitierte Corporate-Finance-Artikel aller Zeiten. Er wird aber oftmals als eine Förderung der Maximierung kurzfristiger Gewinne missverstanden, was zu Kritik von Befürwortern des Stakeholder-Kapitalismus führt. Jedoch diskutiert der Artikel eigentlich das breitere Konzept der Maximierung des „Wohlergehens“ der Aktionäre, das auch nicht-monetäre Vorteile und langfristige Interessen einschließt, nicht nur sofortige finanzielle Erträge. Kritiker haben den Artikel mit der Förderung schädlicher Praktiken wie übermäßiger Verschuldung und kurzfristiger Entlohnung von Führungskräften in Verbindung gebracht. Befürworter betonen hingegen, dass der wahre Fokus von Jensen und Mecklings Arbeit auf den Agency-Kosten liegt, die entstehen, wenn Manager nicht im besten Interesse der Aktionäre handeln, und betont, dass diese Kosten den Verzicht auf langfristigen Aktionärs- und Stakeholderwert zugunsten sofortiger Gewinne einschließen. Die Autoren schlagen verschiedene Mechanismen zur Verringerung der Agency-Kosten vor, wie erhöhte Überwachung und Aktionärsbeteiligung an nicht-finanziellen Entscheidungen, was der Kritik widerspricht, dass sie für minimale Aufsicht und maximale Verschuldung plädierten. Befürwortern zufolge argumentiert der Artikel somit für einen ausgewogenen Ansatz in der Unternehmensführung, der sowohl das Wohlergehen der Aktionäre als auch breitere gesellschaftliche Auswirkungen berücksichtigt, und befürwortet Reformen zur Verbesserung der Rechenschaftspflicht der Manager und der Aufsicht durch die Aktionäre, statt einer Verschiebung hin zu einer unregulierten Dominanz von Aktionären oder Stakeholdern.
Auch Jensens Beitrag Value Maximization, Stakeholder Theory, and the Corporate Objective Function aus dem Jahr 2002 hatte großen Einfluss. Darin befasste er sich mit den Beziehungen zwischen der Maximierung des Unternehmenswerts, der Stakeholder-Theorie und der Unternehmenszielsetzung. Jensen schlug darin eine „aufgeklärte Wertmaximierung“ vor, die viele Aspekte der Stakeholder-Theorie übernahm, jedoch die langfristige Maximierung des Unternehmenswerts als Kriterium für Entscheidungen heranzog. Er kritisierte die Balanced Scorecard und ähnliche Managementansätze, da sie keinen eindeutigen Maßstab für Leistung böten und dadurch keine zielgerichteten Entscheidungen ermöglichten. Jensen argumentierte, dass Unternehmen eine klare, eindimensionale Zielsetzung benötigten, um effektiv und effizient zu sein, und sah in der Maximierung des Unternehmenswerts einen Weg, um den Interessen aller Stakeholder gerecht zu werden und gleichzeitig den sozialen Wohlstand zu maximieren.
Zu internationaler Bekanntheit verhalf Jensen ebenfalls seine 1990 veröffentlichte Empfehlung, hochbezahlte Mitarbeiter von Aktiengesellschaften nicht mit extrem hohen Gehältern zu entlohnen, sondern ihnen Aktienoptionen anzubieten. So „sollten sich die Topmanager im wörtlichen Sinn ihr Geld verdienen müssen“, da die Aktienpakete nur an Wert gewinnen, wenn der Kurs wesentlich steigt.
Jensen vollzog eine deutliche Kehrtwende in seiner Bewertung öffentlicher Unternehmen: In den 1970er-Jahren lobte er sie noch, während er sie in den 1980er- und 1990er-Jahren stark kritisierte. Diese Änderung seiner Ansichten wurde durch seine Enttäuschung darüber ausgelöst, dass Unternehmensführungen häufig Übernahmeaktivitäten blockierten, was Jensen als problematisch für die Unternehmensführung sah. Infolgedessen plädierte er später für eine Neugestaltung der Anreizsysteme für das Management und argumentierte, dass öffentliche Unternehmen in vielen Wirtschaftssektoren ihre Nützlichkeit überlebt hätten und durch ineffizientes Verhalten gekennzeichnet seien.
Zusammen mit William H. Meckling (1994) entwickelte er die Grundkonzeption des Resourceful-Evaluative-Maximizing Models (REMM), die enge Bezüge zur Konzeption des RREEMM von Siegwart Lindenberg aufweist.
Seit 2017 zählte Clarivate Analytics Jensen aufgrund der Zahl seiner Zitationen regelmäßig zu den Favoriten auf einen Alfred-Nobel-Gedächtnispreis für Wirtschaftswissenschaften (Clarivate Citation Laureates, früher Thomson Reuters Citation Laureates). Den Preis gewann er schließlich jedoch nie.

## Ausgewählte Publikationen
- The Performance of Mutual Funds in the Period 1945–1964. In: Journal of Finance. Band 23, Nr. 2, 1967, S. 389–416, ISSN 1540-6261.
- (mit William H. Meckling) Theory of the Firm. Managerial Behavior, Agency Costs and Ownership Structure. In: Journal of Financial Economics. Band 3, Nr. 4, 1976, S. 305–360, ISSN 0304-405X.
- Can the Corporation Survive? In: Financial Analysts Journal. Band 31, Nr. 1, 1978, S. 31–37, ISSN 0015-198X.
- The Modern Theory of Corporate Finance. McGraw-Hill Publishing Company, 1984,
- CEO Incentives: Its Not How Much You Pay, But How. In: Harvard Business Review. 1990, S. 138–153, ISSN 0017-8012.
- mit William H. Meckling: The Nature of Man. In: Journal of Applied Corporate Finance. Band 7, Nr. 2, S. 4–19, Sommer 1994, doi:10.2139/ssrn.5471.
- Foundations of Organizational Strategy. Harvard University Press, 1998.
- A Theory of the Firm. Governance, Residual Claims, and Organizational Forms. Harvard University Press, Cambridge, Mass. [u. a.] 2000, ISBN 0-674-00295-4.
- Moral Markets. The Critical Role of Values in the Economy. Princeton University Press, 2008, ISBN 978-0-691-13522-9.